# Richard G. Wilkinson

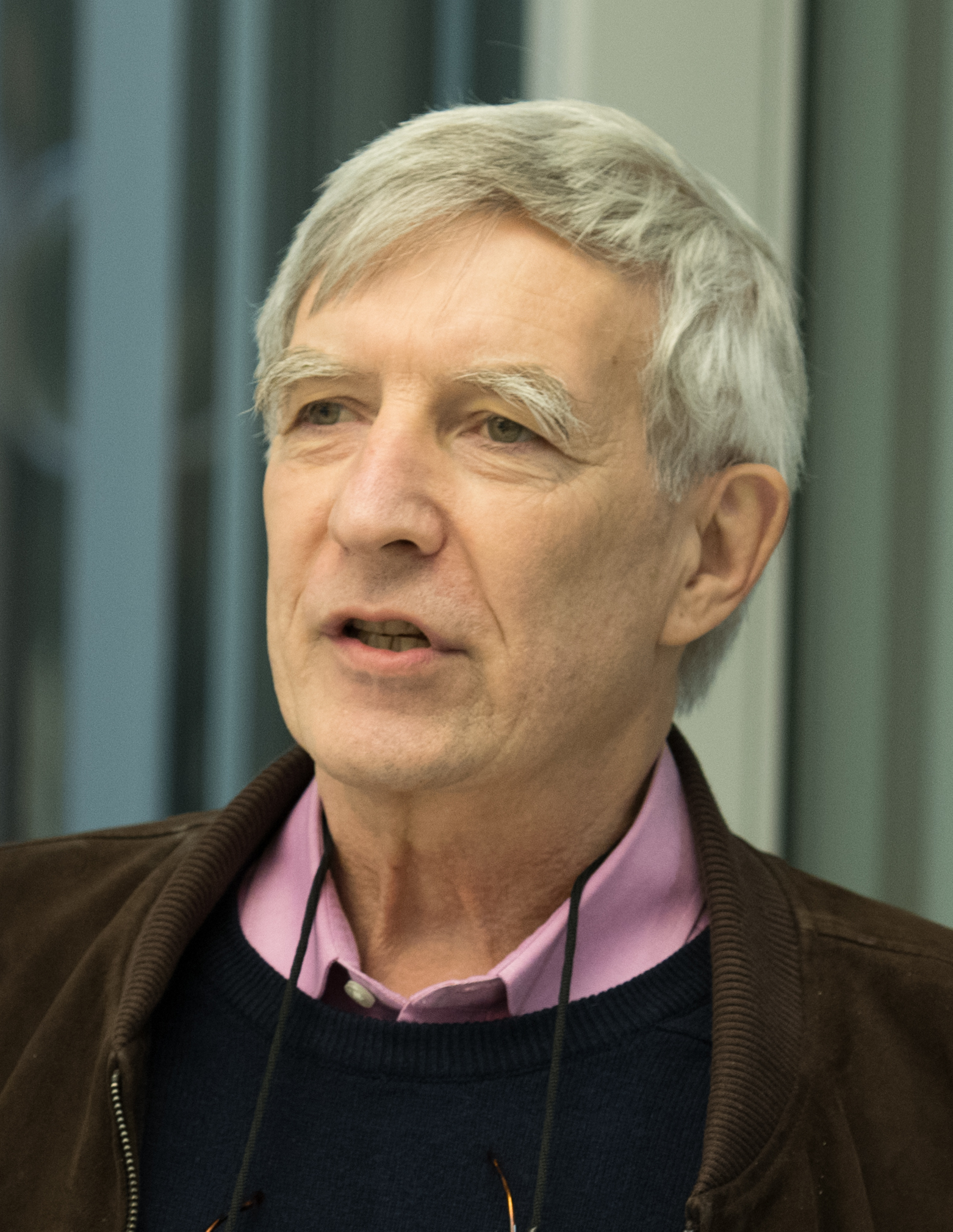
Richard G. Wilkinson (2018)

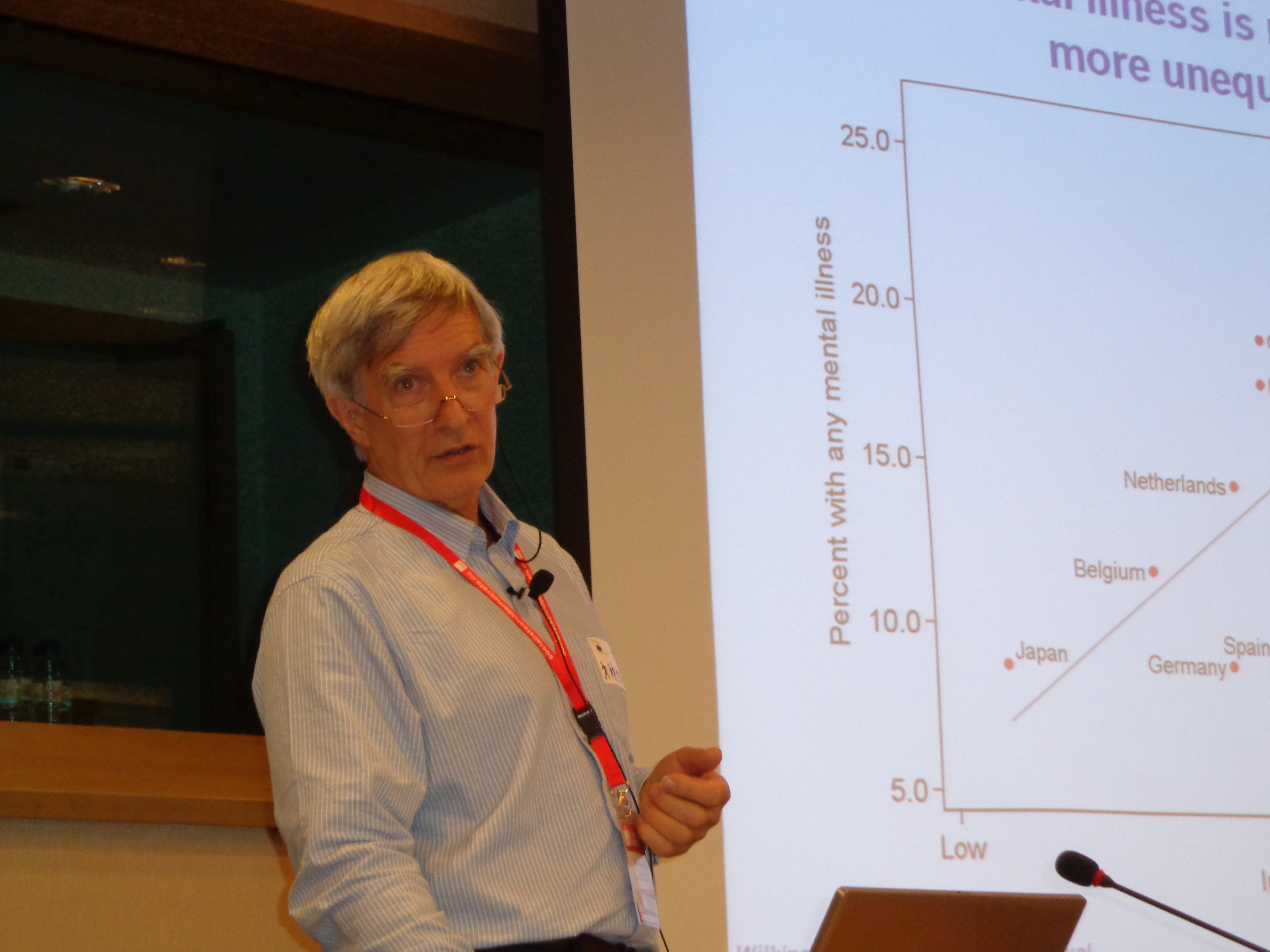
Wilkinson bei einem Vortrag im Juni 2013

Richard Gerald Wilkinson (* 1943) ist ein britischer Gesundheitswissenschaftler und emeritierter Professor.

## Leben
Wilkinson studierte Wirtschaftsgeschichte an der London School of Economics and Political Science. Nach diesem Studium widmete er sich der Epidemiologie. Er ist Professor emeritus für social epidemiology an der University of Nottingham sowie Honorarprofessor am University College London. Außerdem hatte er eine Gastprofessur an der University of York. Große Bekanntheit erlangte Wilkinson, als er 2009 gemeinsam mit Kate Pickett das Buch The spirit level (deutscher Titel: „Gleichheit ist Glück“) veröffentlichte, in dem sie einen Zusammenhang zwischen sozialer Einkommensungleichheit und gesellschaftlichen Problemen (wie Kriminalität, Gewalt, Fettleibigkeit, Drogenmissbrauch, Bildungsstand, Lebenserwartung u. a.) darlegten. Zusammen mit Pickett und Bill Kerry gründete er im selben Jahr den Equality Trust, der sich mit der Aufklärung über die Folgen der Ungleichheit und mögliche Maßnahmen zu deren Reduzierung befasst.

## Veröffentlichungen
- Poverty and progress. Methuen, London 1973, ISBN 0-416-77600-0.
- Health, economic structure and social indicators. Centre for Economic Policy Research, London 1984.
- (Hrsg.): Class and health. Tavistock, London 1986, ISBN 0-422-60360-0.
- mit Allison Quick: Income and health. Socialist Health Association, London 1991, ISBN 0-900687-17-7.
- Unhealthy societies. Routledge, London 1996, ISBN 0-415-09234-5.
  - Kranke Gesellschaften. Soziales Gleichgewicht und Gesundheit. Springer, Wien/New York 2001, ISBN 3-211-83481-8.
- mit David Blane & Eric Brunner (Hrsg.): Health and social organization. Routledge, London 1996, ISBN 0-415-13069-7.
- mit Michael Marmot: Social determinants of health. Centre for Urban Health, World Health Organization, Regional Office for Europe, Kopenhagen 1998, ISBN 92-890-1287-0.
- Mind the gap. Weidenfeld & Nicolson, London 2000, ISBN 0-297-64648-6.
- The impact of inequality. Routledge, London 2005, ISBN 0-415-37268-2.
- mit Kate Pickett: The spirit level. Allen Lane, London 2009, ISBN 978-1-84614-039-6.
  - Gleichheit ist Glück. Warum gerechte Gesellschaften für alle besser sind. Tolkemitt bei Zweitausendeins, Hamburg 2009, ISBN 978-3-942048-09-5.
    - Es schwankt das Fundament des Glücks, Rezension von Wolfgang Kersting in der Frankfurter Allgemeinen Zeitung, 24. Februar 2010
    - Ungleichheit macht krank, Rezension von Matthias Becker in der Frankfurter Rundschau, 27. Februar 2010

## Filmografie (Auswahl)
- Four Horsemen, Regie: Ross Ashcroft, GB 2012
- Zeitgeist: Moving Forward, Regie: Peter Joseph, USA 2011